# Larinho
Larinho is een plaats (freguesia) in de Portugese gemeente Torre de Moncorvo en telt 439 inwoners (2001).